# Селеноціанати
Селеноціанати (рос. селеноцианаты, англ. selenocyanates) — солі та естери селеноціанової кислоти HSeCN. Приклад: етилселеноціанат CH3CH2SeCN.